# Cairn Ridge
Cairn Ridge är en bergstopp i Antarktis. Den ligger i Västantarktis. Argentina och Storbritannien gör anspråk på området. Toppen på Cairn Ridge är 784 meter över havet.
Terrängen runt Cairn Ridge är huvudsakligen kuperad, men österut är den bergig. Trakten är obefolkad. Det finns inga samhällen i närheten.